# Гигрофила многосеменная
Гигро́фила многосеменна́я (лат. Hygrophila polysperma) — травянистое водное растение рода Гигрофила семейства Акантовые.

## Описание
Стебель гладкий, вытянутый в длину, листья овальные, светло-зелёного цвета, вытянутые в длину, расположенные попарно друг напротив друга; соседние пары взаимно перпендикулярны. В природе распространена в Юго-Восточной Азии.

## Культивация
При содержании в аквариуме оптимальная температура составляет 24—28 °C. При температуре ниже 22 °C рост сильно замедляется. Вода необходима слабокислая и мягкая (жёсткость не более 8 немецких градусов). Внесение минеральных удобрений требуется только при большом количестве растений в аквариуме при еженедельной подмене воды. Необходимо яркое рассеянное освещение с долготой светового дня не менее 12 часов. Однако гигрофила способна выдерживать длительное затенение. При недостаточном освещении стебель растения вытягивается, а листья становятся мелкими. Необходим слабозаилённый грунт из крупного песка или мелкой гальки. У растений, плавающих в толще воды без укоренения, листья становятся мелкими, а их рост сильно замедляется. 

Гигрофила является болотным растением и может выращиваться в палюдариуме или влажной оранжерее 

При выращивании в аквариуме гигрофила может размножаться черенкованием стебля. При этом черенки можно сразу высаживать в грунт.